# AGM-130
Le AGM-130 sono bombe guidate statunitensi, con la particolarità di avere un motore a razzo a poppa, quello dello AGM-45 Shrike, per avere una maggiore gittata specie a bassa quota. Gli Stati Uniti ne sono l'unico utilizzatore.

## Caratteristiche
L'AGM-130 è essenzialmente una versione potenziata della bomba GBU-15 dotata di un motore a razzo, che permette così al lanciatore di sganciarle al riparo da eventuali difese antiaereo. Un F-15E ne può portare due.
Il missile utilizza il sistema di navigazione INS (Inertial navigation system), sistema di navigazione inerziale, aiutato dal sistema di navigazione GPS. L'obbiettivo può essere cambiato anche col missile in volo, la testa del missile fornisce un'immagine visiva dell'obbiettivo all'aereo attraverso l'AXQ-14 data link consentendo al controller di orientare il missile sull'obbiettivo. Il missile può cambiare anche in volo l'obbiettivo, semplicemente guidandolo verso il nuovo target. Il controllo può essere interrotto in qualsiasi momento, consentendo al missile di dirigersi da solo al bersaglio. L'AGM-130 è estremamente accurato ed è concepito per essere usato contro obbiettivi di grande valore che si muovono lentamente o sono fissi.
Il GBU-15 è un'arma modulare e l'AGM-130 continua con questo concetto. Consiste in una telecamera CCD o un vettore a focale piana con ricerca termografia ad infrarossi come testa, un altimetro radar, ali, strakes, la testa esplosiva di una bomba Mark 84 o di una BLU-109, una sezione di controllo, un'unità di collegamento dati e un motore a razzo. L'AGM-130 necessita di un piccolo supporto di terra e ciò ne permette lo stoccaggio anche in basi di fortuna. Il sostegno e la manutenzione richiesta possono essere fornite da apparecchiature di supporto mobile, e la capacità di manutenzione è di livello intermedio.
Lo sviluppo dell AGM-130A iniziò nel 1984 come un miglioramento del GBU-15; la prima unità divenne operativa nel 1994. L'USAF inizialmente aveva programmato di acquistarne più di 4.000 inizialmente, queste furono poi ridotte a 2.300 unità e nel 1995 furono ulteriormente ridotte a 502. Lo sviluppo del AGM-130 è costato 192 milioni di dollari, non includendo l'ulteriori 11 milioni per l'AGM-130C. Il costo unitario dell'arma stimato è di circa 884.279 dollari.

## Varianti
L'aggiornamento dell'arma a AGM-130 Mid-Course Guidance (MCG), impiega un migliore sistema di posizionamento globale e il sistema di navigazione inerziale. Questo permette all'arma di essere usata con meno input dall'aereo di lancio, liberando il pilota e il sistema di controllo del missile per altri compiti. L'arma divenne operativa nel 1998 quando due F-15E del 335º e 336º squadrone di volo della Seymour Johnson Air Force Base in Nord Carolina, lo spararono.
L'AGM-130LW (lightweight) è stato progettato per essere usato da un aereo monoposto come l'F-16C/D. Esso ha inoltre la capacità del sistema di posizione globale e del sistema di navigazione inerziale ed ha una testata esplosiva più piccola e meno potente che consente un controllo migliore sui suoi danni collaterali.
L'AGM-130C utilizza una testata esplosiva penetrativa di 2,000-pound per essere usato contro gli obbiettivi più resistenti; è stato sviluppato ma non è mai stato messo in servizio.
L'Autonomous AGM-130 è un'arma proposta per integrare un radar a ricerca laser (LADAR) eliminando la necessità per l'arma di essere guidata verso il bersaglio. L'interfaccia dell aeromobile sarebbe basata sull'interfaccia JDAM; l'uso della ricerca automatica ridurrebbe di molto le esigenze di pianificazione di missione e del carico di lavoro degli equipaggi. L'eliminazione del datalink ridurrebbe anche la predisposizione alle contromisure.

## Impiego operativo
L'AGM-130 è stata l'arma utilizzata nell'aprile 1999 dalla NATO per colpire il ponte ferroviario di Grdelica, in Serbia, durante la guerra del Kosovo.